# Robert Kranjec
Robert Kranjec, (Ljubljana, 16. srpnja 1981.), slovenski skijaš skakač. Natječe se od 1998. godine. Osvojio je broncu na ZOI 2002. u Salt Lake Cityju na velikoj skakaonici u momčadskoj konkurenciji. Među najboljim je svjetskim skijašima letačima. Dana 25. veljače 2012. na Svjetskom prvenstvu osvojio je zlato i postao treći slovenski svjetski prvak u skijaškim letovima. Drži slovenski rekord u najdužem skijaškom skoku. Član je SSK Triglav. Skače na Fischerovim skijama.

## Svjetski kup

### Sezonski naslovi
| Sezona      | Disciplina      |
| ----------- | --------------- |
| 2009./2010. | skijaški letovi |
| 2011./2012. | skijaški letovi |

### Postolja
| Sezona      | Datum               | Lokacija                 | Plasman |
| ----------- | ------------------- | ------------------------ | ------- |
| 2001./2002. | 1. ožujka 2002.     | Lahti                    | 3.      |
| 2002./2003. | 9. veljače 2003.    | Willingen                | 3.      |
| 2005./2006. | 26 Nov 2005         | Kuusamo                  | 3.      |
| 2005./2006. | 26. studenoga 2005. | Kuusamo                  | 1.      |
| 2005./2006. | 19. ožujka 2006.    | Planica                  | 3.      |
| 2008./2009. | 22. ožujka 2009.    | Planica                  | 3.      |
| 2009./2010. | 9. siječnja 2010.   | Tauplitz/Bad Mitterndorf | 1.      |
| 2009./2010. | 10. siječnja 2010.  | Tauplitz/Bad Mitterndorf | 2.      |
| 2009./2010. | 31. siječnja 2010.  | Oberstdorf               | 2.      |
| 2010./2011. | 20. ožujka 2011.    | Planica                  | 2.      |
| 2011./2012. | 15. siječnja 2012.  | Tauplitz/Bad Mitterndorf | 1.      |
| 2011./2012. | 11. ožujka 2012.    | Oslo                     | 3.      |
| 2011./2012. | 16. ožujka 2012.    | Planica                  | 1.      |
| 2011./2012. | 18. ožujka 2012.    | Planica                  | 3.      |
| 2012./2013. | 19. siječnja 2013.  | Sapporo                  | 3.      |
| 2012./2013. | 20. siječnja 2013.  | Sapporo                  | 2.      |
| 2012./2013. | 26. siječnja 2013.  | Vikersund                | 3.      |
| 2012./2013. | 27. siječnja 2013.  | Vikersund                | 1.      |
| 2012./2013. | 3. veljače 2013.    | Harrachov                | 2.      |
| 2012./2013. | 17. ožujka 2013.    | Oslo                     | 3.      |
| 2013./2014. | 26. siječnja 2014.  | Sapporo                  | 3.      |

## Vanjske poveznice
- Robert Kranjec na stranicama Međunarodne skijaške federacije
- Robert Kranjec  Arhivirana inačica izvorne stranice od 29. siječnja 2010. (Wayback Machine) na sports-reference.com